# Ophiarachnella stabilis
Ophiarachnella stabilis är en ormstjärneart som först beskrevs av Jean Baptiste François René Koehler 1905.  Ophiarachnella stabilis ingår i släktet Ophiarachnella och familjen Ophiodermatidae. Inga underarter finns listade i Catalogue of Life.